# Khongman
Khongman là một thị trấn thống kê (census town) của quận Imphal East thuộc bang Manipur, Ấn Độ.

## Nhân khẩu
Theo điều tra dân số năm 2001 của Ấn Độ, Khongman có dân số 5465 người. Phái nam chiếm 48% tổng số dân và phái nữ chiếm 52%. Khongman có tỷ lệ 76% biết đọc biết viết, cao hơn tỷ lệ trung bình toàn quốc là 59,5%: tỷ lệ cho phái nam là 83%, và tỷ lệ cho phái nữ là 69%. Tại Khongman, 9% dân số nhỏ hơn 6 tuổi.